# Monumento ao Tropeiro
O Monumento ao Tropeiro é uma escultura da cidade de Sorocaba, em São Paulo, criada pelo escultor italiano Giandomenico de Marchis como uma homenagem aos tropeiros, personagens históricos que durante anos fizeram ligação de Sorocaba ao restante do país. O monumento foi oferecido à cidade em 1954, pelo empresário Francisco Matarazzo Júnior, como comemoração pelos trezentos anos de sua fundação.

## Contexto
O tropeirismo, normalmente tido como um sucessor do bandeirantismo, foi uma atividade que ocorreu entre os séculos XVIII e XIX, durante o período colonial e início da formação do Império do Brasil, proporcionando um papel fundamental no transporte de mercadorias e na integração comercial, contribuindo significativamente para o desenvolvimento econômico de São Paulo, Paraná, Santa Catarina, Rio Grande do Sul e de outras regiões do Brasil. Os tropeiros paulistas buscavam muares nos Pampas, a chegada das primeiras tropas de muares em Sorocaba ocorreu em 1732, anos mais tarde, 1750 a 1766, ocorre a instalação do Registro de Animais, que tornou-se um ponto de realização de grandes feiras, como a Feira de muares, onde reuniam-se tropas de diversas regiões, o que tornaria Sorocaba o principal centro de tropeirismo.